# Кушница (дем)
Кушница (на гръцки: Δήμος Παγγαίου, Димос Пангеу) е дем в област Източна Македония и Тракия, Егейска Македония, Гърция. Център на дема е град Правища (Елевтеруполи). Демът обхваща 33 селища в южните склонове на планината Кушница (Пангео), чието име носи.

## Селища
Дем Кушница е създаден на 1 януари 2011 година след обединение на пет стари административни единици – демите Правища (Елевтеруполи), Елевтерес, Кушница, Орфано и Пиерес по закона Каликратис.

### Демова единица Правища
В демовата единица влизат следните демови секции и селища:
- Демова секция Правища
  - град Правища (Ελευθερούπολη, Елевтеруполи)
  - село Топлян (Εξοχή, Ексохи)
  - село Долно Кочан (Παναγιά, Панагия)
  - село Дряново (Χορτοκόπι, Хортокопи)
- Демова секция Пренчово
  - село Пренчово (Αμισιανά, Амисиана)
- Демова секция Дранич
  - село Дранич (Αντιφίλιπποι, Антифилипи)
- Демова секция Кинали
  - село Кинали (Κοκκινόχωμα, Кокинохома)
- Демова секция Бостанджили
  - село Бостанджили (Κηπία, Кипия)
  - село Горно Дряново (Άνω Χορτοκόπι, Ано Хортокопи)
- Демова секция Османли
  - село Османли (Χρυσόκαστρο, Хрисокастро)
  - манастир „Свети Пантелеймон“ (Μονή Αγίου Παντελεήμονος)

На територията на дема е обезлюденото село Кочан.

### Демова единица Кушница
Демовата единица се състои от следните демови секции и села в североизточните склонове на Кушница:
- Демова секция Никищан
  - село Никищан (Νικήσιανη, Никисяни)
- Демова секция Горян
  - село Горян (Γεωργιανή, Георгяни)
- Демова секция Палеохори
  - село Палеохори (Παλαιοχώρι)

### Демова единица Елевтерес
Демовата единица е с център в Кале чифлик (Неа Перамос) и в нея влизат следните демови секции и селища:
- Демова секция Кале чифлик
  - село Кале чифлик (Νέα Πέραμος, Неа Перамос)
  - село Агиос Атанасиос (Άγιος Αθανάσιος)
  - село Агия Марина (Αγία Μαρίνα)
- Демова секция Нузла
  - село Нузла (Άγιος Ανδρέας, Агиос Андреас)
  - село Паралия Миртофиту (Παραλία Μυρτοφύτου)
- Демова секция Дрезна
  - село Дрезна (Μυρτόφυτο, Миртофито)
- Демова секция Елевтере
  - село Елевтерес (или Левтера, Ελευθερές)
- Демова секция Кучкар
  - село Кучкар (Ελαιοχώρι, Елеохори)
  - село Паралия Елеохориу (Παραλία Ελαιοχωρίου)
- Демова секция Неа Ираклица
  - село Неа Ираклица (Νέα Ηρακλίτσα)
  - село Аповатра (Αποβάθρα)
- Демова секция Чиста
  - село Чиста (Φωλιά, Фолия)
  - село Пиргос (Πύργος)

### Демова единица Орфано
Демовата единица е с център в Дедебал (Галипсос) и в нея влизат следните демови секции и селища:
- Демова Дедебал
  - село Дедебал (Γαληψός, Галипсос)
- Демова секция Боблен
  - село Боблен (Ακροπόταμος, Акропотамос)
  - село Лутра Елевтерон (Λουτρά Ελευθερών)
- Демова секция Локвица
  - село Долна Локвица (Οφρύνιο, Офринио)
  - село Тузла (Παραλία Οφρυνίου, Паралия Офриниу)
- Демова секция Каряни
  - село Каряни (Καριανή)
  - село Вриси (Βρύση)
- Демова секция Орфано
  - село Орфано (Ορφάνι, Орфани)
  - село Мегас Александрос (Μέγας Αλέξανδρος)
- Демова секция Подгоряни
  - село Подгоряни (Ποδοχώρι, Подохори)
  - село Сърли (Κοκκινοχώρι, Кокинохори)

### Демова единица Пиерия
Демовата единица е с център в Мущени (Мустени) и в нея влизат следните демови секции и селища:
- Демова секция Мущени
  - село Мущени (Μουσθένη, Мустени)
- Демова секция Авли
  - село Авли (Αυλή)
- Демова секция Демирли 
  - село Демирли (Σιδηροχώρι, Сидирохори)
  - село Девекли (Καραβαγγέλης, Каравангелис)
- Демова секция Косруп
  - село Косруп (Μεσορόπη, Месоропи)
- Демова секция Четакли
  - село Четакли (Μελισσοκομείο, Мелисокомио)
  - село Кулали (Πυργοχώρι, Пиргохори)
- Демова секция Рехимли
  - село Рехимли (Μεσιά, Рехимли)
  - село Деве Каран (Μέλισσα, Мелиса)
- Демова секция Исирли
  - село Исирли (Πλατανότοπος, Платанотопос)
- Демова секция Самоков
  - село Самоков (Δωμάτια, Доматия)